# أنتوني غلينون
أنتوني غلينون (بالإنجليزية: Anthony Glennon) هو لاعب كرة قدم بريطاني في مركز ظهير ‏، ولد في 26 نوفمبر 1999 في بوتل ‏ في المملكة المتحدة. لعب مع غريمسبي تاون.